# Беккариа, Джованни Батиста
Джова́нни Бати́ста Бекка́риа (итал. Giovanni Battista Beccaria; 1716—1781) — итальянский физик.
Член Лондонского королевского общества (1755).
Аббат, профессор в Турине, с 1748 года занимался электричеством. Он показал, что электричество обыкновенных машин трения разлагает сурик, свинцовые белила, оловянную окись, восстанавливая из них металлический свинец и олово.
Занимался также атмосферным электричеством и, подобно петербургскому академику Рихману, делал опасные опыты над электричеством, проходящим в громоотводах.
В 1753 году написал сочинение под заглавием: «Dell Elettricismo naturale ed artificiale»  (О натуральном и искусственном электричестве). Это замечательное для того времени сочинение было оценено по достоинству современными ему знаменитостями ученого мира, каковы были англичанин Джозеф Пристли и американец Бенджамин Франклин, по поручению которого названное сочинение было переведено на английский язык. Беккариа занимался также определением градуса меридиана в Пьемонте и по этому поводу показал влияние притяжения больших масс гор, а именно Альп, на качания маятника.

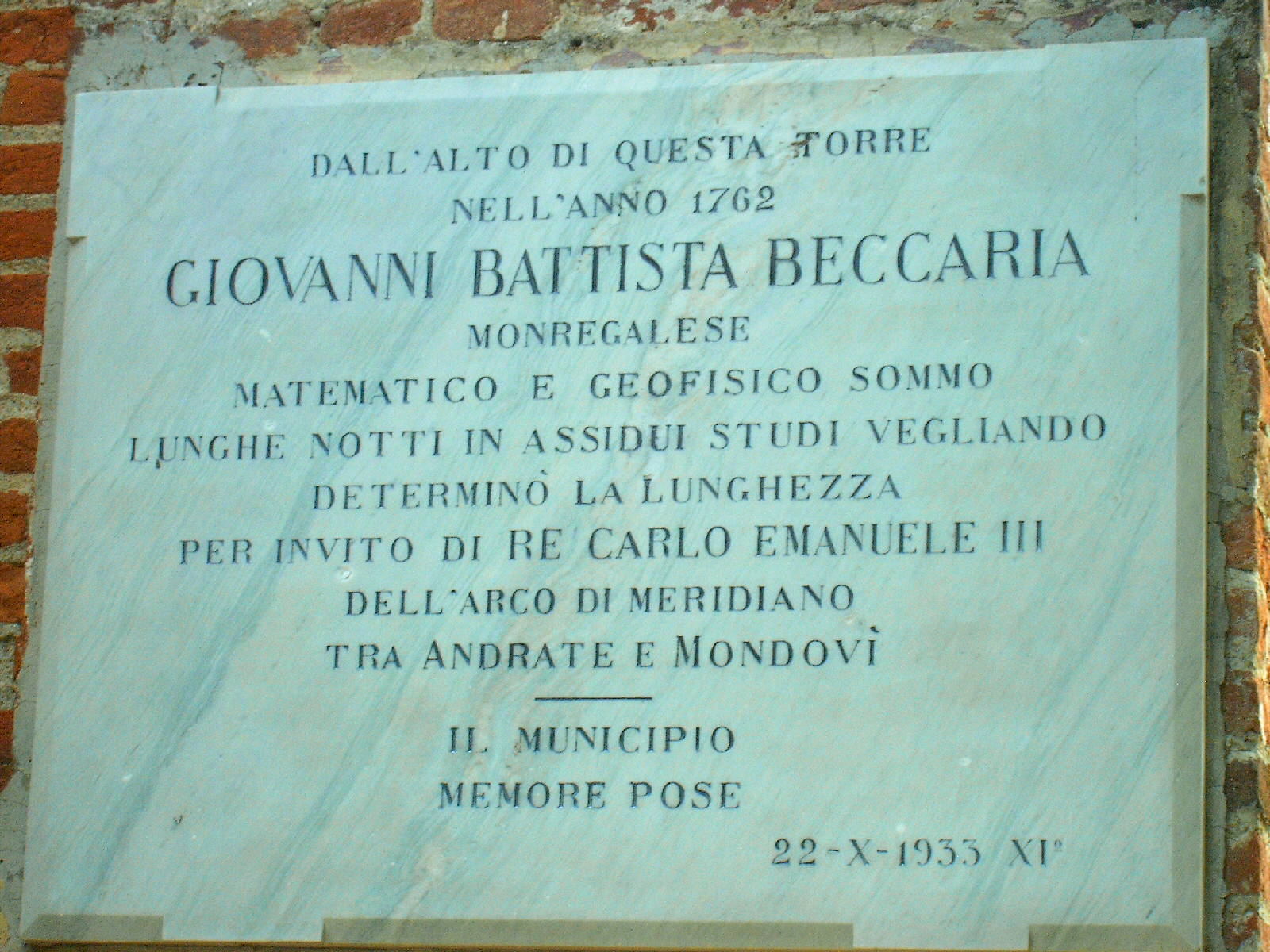
Мемориальная доска в Мондови